# Macrotyloma uniflorum
Macrotyloma uniflorum (лат.) — вид цветковых растений рода Макротилома (Macrotyloma) семейства бобовых. Относится к трибе фасолевых подсемейства мотыльковых. Зернобобовая культура, распространённая в Южной Индии. Травянистое однолетнее или многолетнее растение, достигающее 30—60 см в высоту со слегка опушенными стеблями, трёхлистными листьями, жёлтыми цветами и стручками с 5—7 семенами. Является коренным для Южной Азии. Занимает 5-е место по объёмам культивирования среди зернобобовых культур Индии и, вероятно, самый выносливый, а также важный источник растительного белка для сотен миллионов сельских жителей на Индийском субконтиненте.
Таксон был описан Бернардом Вердкуртом, который перенёс вид из гетерогенного рода Долихос (Dolichos). Название таксона основано на базиониме Dolichos uniflorus Lam., автором которого является Жан-Батист Ламарк.
Используется как покровная, кормовая и зернобобовая культура. Семена (бобы) употребляются в пищу варёными или жареными, целыми или молотыми. Стебли, листья и шелуха используются в качестве корма или компоста, семена скармливаются скоту и лошадям. Семена используются для приготовления соусов, также имеют целебные свойства. Созревает через 40 дней в качестве кормовой культуры, через 120—180 дней созревают семена. В Индии выращивается до отметок 1800 метров над уровнем моря. В Индии средняя урожайность семян варьируется от 200 до 900 кг/га, а в Австралии — от 1,1 до 2,3 т/га. Производство фуража может составлять 18—30 т/га.
Macrotyloma uniflorum встречается в дикой природе в Африке, где были описаны три подвида.
Археоботанические источники сообщают о находках Macrotyloma, датируемых медным веком и неолитом, самые ранние из которых найдены в Индии, в Khujhun на плато Виндхья, хараппском местонахождении Burthana Tigrana в штате Харьяна, неолитических местонахождениях в Андхра и Карнатака. Культура Macrotyloma uniflorum широко представлена археологическими находками по всей Индии, начиная с середины или конца 3-го тысячелетия до н. э.
Дикий предок Macrotyloma uniflorum var. stenocarpum плохо изучен. Были проведены археоботанические исследования на плоскогорье Декан. На основании этих данных было высказано предположение о происхождении этого вида из Южной Индии. Вероятно, вид был коренным для засушливых саванн от хребта Аравали в штате Раджастхан до саванн Южной Индии. Южные склоны Западных Гималаев считаются вероятным местом начала культивирования. Вероятно во влажном климате среднего голоцена дикий Macrotyloma uniflorum был широко распространён. Во время аридизации в конце 4-го тысячелетия до н. э. распространение вида уменьшилось. Вид рассматривается как одна из основных культур, одомашненных в Южной Индии, к которым также входят маш (фасоль золотистая, Vigna radiata) и Brachiaria ramosa. Вместе эти культуры обеспечили экономическую базу для прочной оседлости и появления поселений на полуострове Индостан 5000—4000 лет назад (3000—2000 гг. до н. э.). Как установили археологи Шарлин Мёрфи (Charlene Murphy) и Дориан Фуллер (Dorian Q. Fuller) из Университетского колледжа Лондона с помощью синхротрона Diamond этот вид начали возделывать между 2000 и 1200 годами до н. э.

## Синонимы
- Dolichos uniflorus Lam.[1] (базионим)